# Маноле
Мано́ле (болг. Маноле) — село в Пловдивській області Болгарії. Входить до складу общини Мариця.

## Населення
За даними перепису населення 2011 року у селі проживали 2937 осіб.
Національний склад населення села:
| Національність   | Кількість осіб | Відсоток |
| ---------------- | -------------- | -------- |
| болгари          | 2495           | 91,7%    |
| цигани           | 131            | 4,8%     |
| турки            | 86             | 3,2%     |
| інша             | 0              | 0%       |
| не визначились   | 8              | 0,3%     |
| Всього відповіли | 2720           |          |

Розподіл населення за віком у 2011 році:
Динаміка населення: